# Little Miss Sunshine
Little Miss Sunshine (tạm dịch: Hoa hậu nhí ánh dương) là một bộ phim hài kịch đen xen lẫn chính kịch Mỹ sản xuất năm 2006, đạo diễn bởi vợ chồng Jonathan Dayton và Valerie Faris. Bộ phim nói về chuyến hành trình 800 dặm bằng ô tô của một gia đình từ Albuquerque, New Mexico đến Redondo Beach, California để cô bé Olive (Abigail Breslin) tham gia cuộc thi hoa hậu nhí Little Miss Sunshine. Phim còn có diễn xuất của Greg Kinnear, Steve Carell, Toni Collette, Paul Dano và Alan Arkin.
Kịch bản phim do Michael Arndt đảm nhận, với kinh phí sản xuất 8 triệu USD cùng hãng Big Beach Films. Phim khởi quay ngày 6 tháng 6 năm 2006 và kéo dài 30 ngày ở Arizona và Nam California. Tác phẩm ra mắt tại Liên hoan phim Sundance ngày 20 tháng 1 năm 2006, trước khi phát hành rộng rãi tại Hoa Kỳ ngày 18 tháng 8. Phim nhận phản hồi tích cực từ cả giới phê bình và công chúng. Bộ phim đã đạt doanh thu tổng cộng hơn 100 triệu USD đồng thời có được hai giải Oscar cho kịch bản gốc (Michael Arndt) và vai nam phụ (Alan Arkin).

## Nội dung
Little Miss Sunshine xoay quanh câu chuyện của một gia đình sáu người sống tại Albuquerque, New Mexico, Mỹ. Đó là cặp vợ chồng Sheryl Hoover (Toni Collette), một bà mẹ của hai đứa con luôn quá tải vì công việc hay những rắc rối trong gia đình và Richard Hoover (Greg Kinnear), một nhà diễn thuyết môn nghệ thuật sống luôn làm cả gia đình chán nản vì những bài giảng nhạt nhẽo về "9 bước để đi tới thành công" của ông. Hai đứa trẻ trong gia đình là Dwayne (Paul Dano), một thiếu niên hâm mộ Friedrich Nietzsche và thề im lặng cho tới lúc được vào trường phi công, em gái của cậu là Olive (Abigail Breslin), cô bé 7 tuổi luôn ấp ủ giấc mộng trở thành một hoa khôi. Sống cùng với gia đình Olive còn có ông nội cô bé là Edwin (Alan Arkin), một ông già "tay chơi" nghiện ma túy và ăn nói bạt mạng, cùng Frank (Steve Carell), anh trai của Sheryl, một học giả đồng tính tự nhận mình là chuyên gia hàng đầu nước Mỹ về Marcel Proust nhưng cũng suy sụp tới mức tự tử không thành sau những thất bại đời tư và công việc.
Giấc mơ trở thành hoa khôi của Olive bất chợt được nhen nhóm khi cô bé có cơ hội tham gia cuộc thi hoa khôi nhí Little Miss Sunshine tổ chức ở Redondo Beach, California. Do không đủ tiền đi máy bay, cả gia đình sáu người quyết định đi từ New Mexico tới California bằng đường bộ trên chiếc xe cũ kỹ VW Bus. Những mâu thuẫn, căng thẳng trong gia đình Olive bắt đầu bộc phát trên chuyến hành trình mệt mỏi, cộng thêm vào đó là chiếc VW Bus dở chứng hỏng cần số buộc cả nhà mỗi lần muốn khởi động nó lại phải đẩy một quãng dài.
Trong đêm nghỉ tại nhà nghỉ, ông lão Edwin đột ngột qua đời vì hít heroin quá liều. Trong lúc cả gia đình vội vã vì sợ muộn cuộc thi của cô bé Olive thì bệnh viện lại bắt họ phải chờ đợi để được làm thủ tục an táng cho ông Edwin, việc này buộc Richard đánh liều chuyển trộm xác của người bố lên chiếc VW để tiếp tục cuộc hành trình xuyên bang. Chưa đi đến đích thì chiếc xe lại tiếp tục hỏng kèn khiến nó kêu inh ỏi trên đường làm một viên cảnh sát chú ý và buộc Richard đỗ xe lại để kiểm tra. Trong lúc cả gia đình tỏ rõ sự lo sợ viên cảnh sát sẽ phát hiện ra cái xác của ông Edwin (việc chuyển xác từ bang này qua bang khác mà không có giấy tờ là bất hợp pháp) thì những tạp chí khiêu dâm do ông Edwin nhờ Frank mua trước đó lại cứu họ, viên cảnh sát tưởng thái độ lo lắng của Richard là do những tạp chí này và vì thế cho họ đi mà không kiểm tra tiếp. Cuộc hành trình lại gặp một rắc rối mới khi bất ngờ Dwayne phát hiện ra mình mắc bệnh mù màu, đồng nghĩa với việc cậu không thể trở thành phi công. Trong trạng thái hoảng loạn, cậu đập xe bắt mọi người dừng lại rồi lao ra ngoài hét lớn đồng thời cất tiếng lần đầu tiên sau 9 tháng, cậu chửi bới cả gia đình và tuyên bố ghét tất cả mọi người trong nhà. Lúc này chính cô bé Olive lại là người an ủi được anh trai và giúp cả nhà có thể tiếp tục lên đường.
Cao trào của phim là cuộc thi hoa hậu nhí Little Miss Sunshine. Sau khi cả gia đình rất khó khăn, thậm chí là Richard phải lạy lục, để Olive được đăng ký (do cô bé đến muộn 4 phút so với hạn chót), mọi người mới phát hoảng khi nhận ra rằng đối thủ của cô bé đều rất chuyên nghiệp trong việc tranh tài, từ đầu tóc, quần áo, trang điểm, không một thí sinh nào, trừ Olive, xem cuộc thi này là "nhí" cả, trông các cô bé ăn mặc, cư xử hệt như người lớn. Sợ Olive sẽ tổn thương khi phải so sánh với các thí sinh khác trên sân khấu, Richard và Dwayne đã đề nghị Sheryl khuyên cô bé rút lui, nhưng Sheryl đã cho chính Olive quyết định và cô bé đã quyết tâm tiếp tục tham gia cuộc thi, một phần là để thể hiện phần thi tài năng mà cô đã tập rất lâu cùng với ông nội mình. Cuối cùng thì hóa ra điệu nhảy Olive tập luyện cùng ông già Edwin lại là một điệu nhảy khêu gợi của các vũ nữ (vốn là chủ đề yêu thích của ông Edwin), điều này làm đa số khán giả trong hội trường tức giận bỏ ra ngoài, kể cả giám khảo chính của cuộc thi. Chính vị giám khảo này cũng đề nghị người dẫn chương trình lôi cô bé xuống khỏi sân khấu khi chưa hoàn thành tiết mục. Người dẫn chương trình chưa kịp thực hiện mệnh lệnh của bà giám khảo khó tính thì đã bị Richard vật ngã ngay trên sân khấu, và để bảo vệ cô bé hoàn thành nốt phần thi, cả ba người đàn ông trong gia đình là Richard, Frank và Dwayne đã cùng nhảy lên sân khấu biểu diễn cùng Olive.
Vì "phá hoại" cuộc thi, cả gia đình Olive bị mời lên văn phòng bảo vệ để gặp cảnh sát và chỉ được thả sau khi hứa sẽ không để cô bé tham gia bất cứ cuộc thi sắc đẹp nào trong phạm vi bang California nữa. Cả gia đình lại lên chiếc VW để trở về nhà, nhưng lần này bên cạnh tiếng kèn hỏng inh ỏi là những tiếng cười của tất cả mọi người.

## Nhân vật

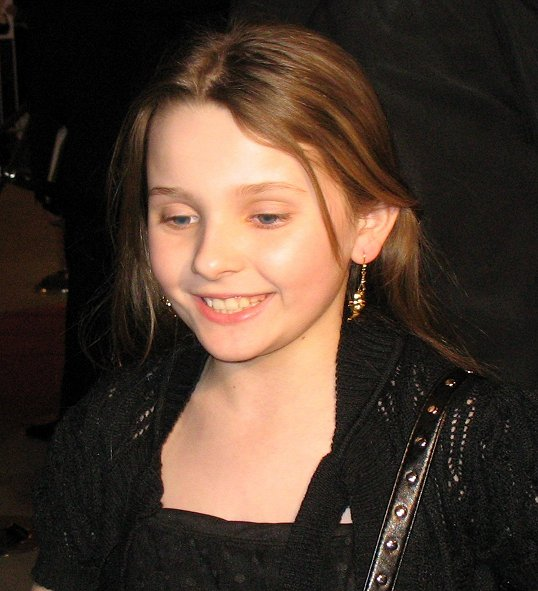
Abigail Breslin khi nhận vai Olive mới lên 6 tuổi.

- Olive Hoover (Abigail Breslin): Cô bé 7 tuổi bụng phệ, cận và hơi lùn nhưng luôn ước mơ trở thành hoa hậu. Sở thích của Olive là xem đi xem lại đoạn công bố kết quả của cuộc thi hoa hậu và tập luyện phần thi tài năng với ông nội Edwin.
- Richard Hoover (Greg Kinnear): Bố của Olive, người luôn bị ám ảnh với bài giảng "9 bước để thành công" cùng triết lý "trên đời chỉ có hai loại người, kẻ thắng và người thua". Richard bị cả nhà ngán ngẩm vì luôn mang những bài giảng (vốn có rất ít người theo dõi) của ông về nói bất cứ lúc nào, kể cả trong giờ ăn của gia đình.
- Sheryl Hoover (Toni Collette): Mẹ của Olive, người luôn phải chịu căng thẳng từ áp lực công việc, nỗi lo cho ông anh trai tự tử không thành cùng đủ mọi rắc rối khác nảy sinh từ gia đình.
- Dwayne (Paul Dano): Con riêng của Sheryl từ cuộc hôn nhân đầu tiên (họ của cậu không được nhắc tới trong phim). Dwayne là một cậu học sinh cấp III bị ám ảnh với những tư tưởng triết học của Nietzsche cùng ước mơ phải trở thành phi công lái thử. Cậu quyết tâm tới mức tập luyện thể lực suốt ngày và thề im lặng cho tới khi thực hiện được ước mơ của mình.
- Edwin Hoover (Alan Arkin): Ông nội của Olive, một ông già "tay chơi" bị đuổi khỏi viện dưỡng lão vì hít ma túy. Sở thích của ông là những thú vui thác loạn của tuổi trẻ và ông luôn khuyên Dwayne phải "tận dụng" những thú vui này, trừ ma túy, mà theo ông là không thể bỏ lỡ.
- Frank (Steve Carell): Anh trai của Sheryl, một học giả tự nhận mình là chuyên gia số một nước Mỹ về Marcel Proust. Frank là một người đồng tính và những thất bại trong công việc cũng như chuyện tình cảm khiến ông tìm cách tự tử nhưng không thành. Để tránh việc tự tử tiếp tục xảy ra, Sheryl phải sắp xếp cho Frank ở cùng với Dwayne, vốn là người có triết lý sống khác hẳn ông.

## Sản xuất

### Kịch bản

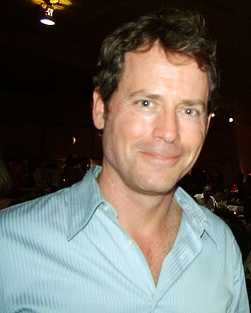
Greg Kinnear, diễn viên được giao vai ông bố gàn dở Richard Hoover.

Little Miss Sunshine là kịch bản phim truyện đầu tay của Michael Arndt. Kịch bản ban đầu của Arndt là về một chuyến hành trình dọc bờ biển miền Đông nước Mỹ từ Maryland tới Florida, tuy nhiên sau đó do kinh phí có hạn nên chuyến đi chỉ giới hạn từ New Mexico tới California. Bản nháp đầu tiên của kịch bản Little Miss Sunshine được Arndt viết chỉ trong 3 ngày từ 23 đến 26 tháng 5 năm 2000. Sau khi hoàn thành ông đưa tác phẩm của mình cho hai nhà sản xuất Ron Yerxa và Albert Berger để tìm một đạo diễn thích hợp. Người đó là cặp đạo diễn Jonathan Dayton và Valerie Faris, các đạo diễn đã làm việc chung với Yerxa và Berger trong bộ phim Election (1999). Năm 2001 khi nhận được kịch bản Little Miss Sunshine, Dayton và Faris đã tuyên bố: "Kịch bản rất giàu cảm xúc. Dường như nó được viết cho chúng tôi vậy.".
Ngày 21 tháng 12 năm 2001 Marc Turtletaub (một trong 5 nhà sản xuất sau này của Little Miss Sunshine) chính thức mua lại kịch bản của Arndt với giá 150.000 USD. Kịch bản sau đó được giới thiệu cho một số hãng phim và chỉ có duy nhất USA Films quan tâm nhưng với điều kiện phải chuyển bối cảnh phim sang Canada. Yêu cầu tiếp theo của hãng phim là kịch bản phải tập trung hơn vào nhân vật Richard Hoover, điều này không được Arndt chấp nhận và kết quả là ông bị sa thải để nhường chỗ cho một biên kịch mới. Năm 2002 USA Films được sáp nhập và đổi tên thành Focus Features, Arndt được mời lại vào dự án để viết lại kịch bản thế chỗ cho biên kịch mới của Little Miss Sunshine vốn cũng phải rời công việc. Tuy nhiên đến tháng 8 năm 2004 thì dự án Little Miss Sunshine bị Focus Features từ bỏ, Marc Turtletaub phải bỏ ra 400.000 USD để mua lại bản quyền của phim cộng thêm chi phí sản xuất. Lần này đích thân Turtletaub bỏ 8 triệu USD để bộ phim có thể tiến hành quay sau gần 4 năm chờ đợi tiền sản xuất.

### Diễn viên

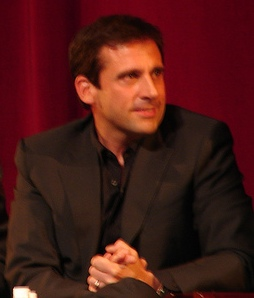
Steve Carell khi nhận vai Frank trong phim vẫn gần như vô danh ở Hollywood.

Các diễn viên cho Little Miss Sunshine được đích thân cặp đạo diễn Dayton và Faris tuyển chọn cùng sự hỗ trợ của hai người phụ trách casting là Kim Davis và Justine Baddely (vốn từng làm việc cùng cặp đạo diễn này trong nhiều video clip ca nhạc trước đó). Greg Kinnear được Dayton và Faris chọn ngay vào vai Richard Hoover trong khi Toni Collette chỉ được nhắm cho vai Sheryl Hoover sau khi hai đạo diễn đã thử một vài diễn viên nữ khác. Vai cô bé Olive được giao cho Abigail Breslin sau một cuộc tuyển chọn trong phạm vi các nước nói tiếng Anh, khi được chọn Breslin mới lên 6 và chỉ có một vai nhỏ trong Signs (2002). Hai năm trước khi quá trình sản xuất bắt đầu, Paul Dano được chọn cho vai Dwayne và để chuẩn bị cho vai diễn thì Dano đã thực sự im lặng trong vài ngày trước khi quay. Vai ông già Edwin được giao cho Alan Arkin, dù ban đầu diễn viên này bị coi là "quá trẻ" so với nhân vật.
Vai chính cuối cùng, Frank, được dự định dành cho diễn viên hài nổi tiếng Bill Murray và sau đó là Robin Williams nhưng cuối cùng chỉ vài tháng trước khi quá trình quay bắt đầu lại được Dayton và Faris trao cho Steve Carell, một diễn viên khi đó gần như vô danh ở Hollywood. Hai đạo diễn sau này đã thuật lại: "Khi chúng tôi gặp Steve Carell, chúng tôi không biết là anh ta có thể hoàn thành vai diễn được không nếu so với những gì anh ta đã đóng. Tuy nhiên sau cuộc nói chuyện với Carell về nhân vật Frank, về tinh thần chung của phim và cách chúng tôi tiếp cận nó, thì chúng tôi nhận ra rằng anh ta chính là diễn viên bộ phim cần". Do Carell khi được chọn vào vai Frank mới chỉ được biết đến trên truyền hình và gần như vô danh ở Hollywood, các nhà sản xuất của Little Miss Sunshine đã lo ngại rằng anh không có đủ kinh nghiệm diễn xuất và quan trọng hơn là không tạo được danh tiếng cho bộ phim (nếu so với các ngôi sao đã thành danh như Murray hay Williams). Nhưng cuối cùng thì giữa quá trình quay phim (mùa hè năm 2005) và thời gian công chiếu chính thức (tháng 8 năm 2006), Carell đã kịp gây tiếng vang lớn sau bộ phim hài ăn khách The 40-Year-Old Virgin cùng vai Michael Scott trong loạt chương trình nổi tiếng The Office và trở thành "ngôi sao" thực sự kéo khán giả tới rạp xem Little Miss Sunshine.

### Quay phim

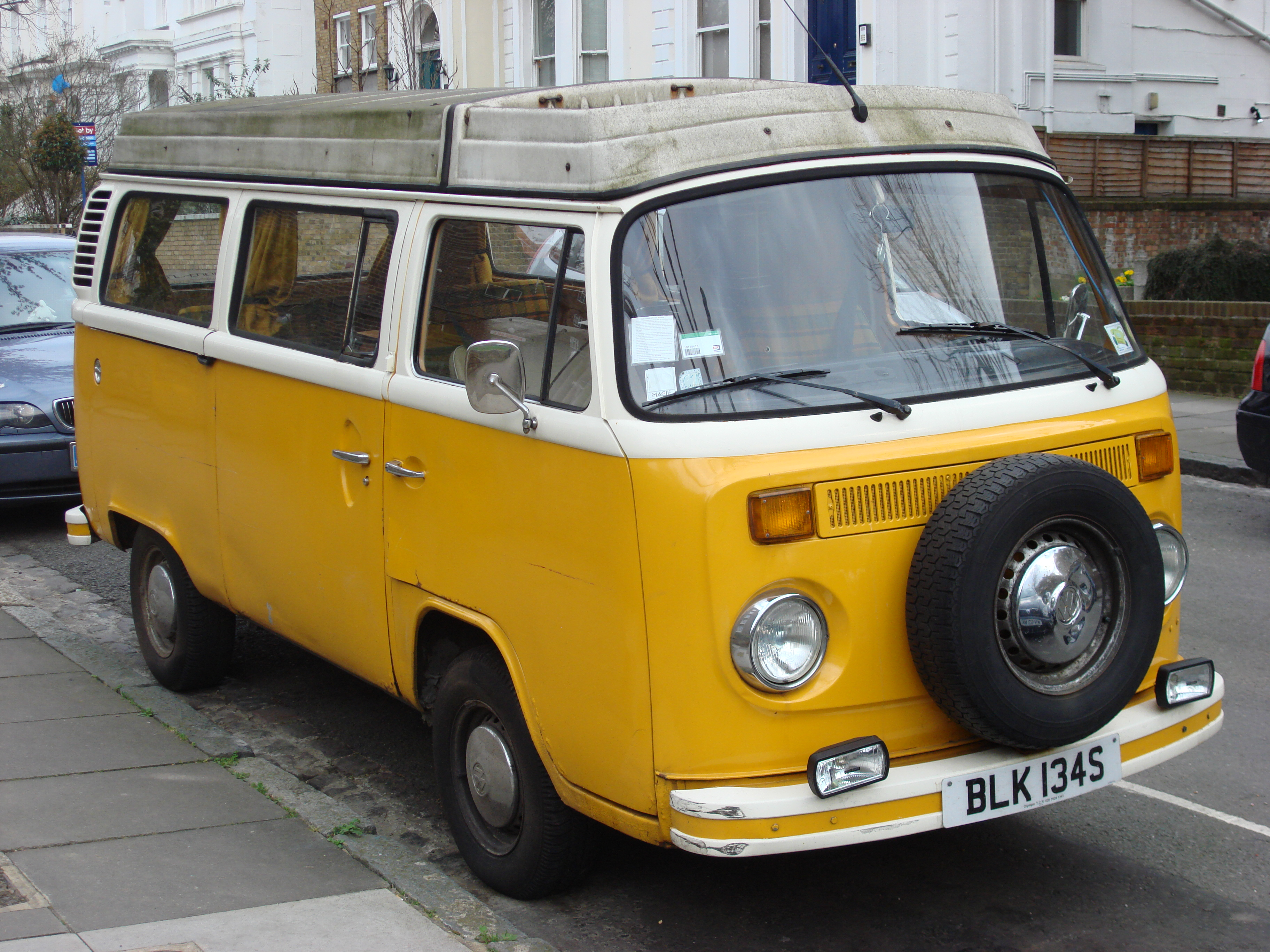
Một chiếc VW bus sơn vàng tương tự chiếc xe xuất hiện trong phim.

Bộ phim được quay trong khoảng hơn một tháng vào hè năm 2005 trên địa bàn bang Arizona và Nam California. Quá trình hậu sản xuất được hoàn thành chỉ 4 ngày trước khi nó được công chiếu lần đầu tại Liên hoan phim Sundance.
Việc quay các trích đoạn trong xe khiến các diễn viên nhiều khi phải ở trong xe từ 3 đến 4 tiếng mỗi ngày dưới tiết trời nóng nực của mùa hè miền Tây Nam nước Mỹ. Các cảnh quay với chiếc VW bus cũ kỹ sơn vàng được thực hiện với 5 chiếc VW khác nhau, mỗi chiếc được sửa đổi để phù hợp với các cảnh quay và kỹ thuật quay khác nhau. Với các cảnh quay bên trong xe, người phụ trách quay phim sử dụng một máy quay gia đình để thử với nhiều góc độ khác nhau trước khi chọn ra vị trí quay tốt nhất. Những rắc rối xảy ra với chiếc xe cũ kỹ này (hỏng cần số, tắc còi, long cửa) được lấy từ chính kinh nghiệm thủa nhỏ của biên kịch Arndt sau khi phải trải qua một chuyến hành trình tương tự trong phim. Các pha đẩy xe sau đó từng người vừa chạy vừa nhảy vào trong chiếc VW được giám sát bởi một chuyên gia phụ trách pha mạo hiểm để đảm bảo sự an toàn cho các diễn viên, thậm chí diễn viên Greg Kinnear sau này trong một cuộc phỏng vấn còn đùa rằng đây là bộ phim "nguy hiểm nhất" mà anh từng tham gia.
Với các cảnh phim trong đó nhân vật Edwin của Alan Arkin chửi tục và ăn nói văng mạng, diễn viên nhí Breslin đều được cho đeo tai nghe để tránh cho em phải nghe các câu thoại đó, mãi sau khi phim được công chiếu Breslin mới biết bạn diễn của mình đã nói gì.
| “                          | Cho tận đến khi cuộc thi hoa hậu nhí diễn ra, thì điều cực kỳ quan trọng với chúng tôi là làm sao cho bộ phim không nói về những cuộc thi như thế. Bộ phim nói về việc bạn bị cảm thấy lạc lõng, về việc bạn không biết rằng mình phải làm thế nào để kết thúc nó… | ” |
| —Jonathan Dayton, đạo diễn | |   |

Ngoại trừ Abigail Breslin, tất cả các nhân vật thí sinh trong cuộc thi hoa hậu nhí đều được giao cho những cô bé đã thực sự là thí sinh trong các cuộc thi hoa hậu nhí ngoài đời. Các cô bé được chỉ đạo hóa trang và diễn xuất hệt như những gì các em đã thực hiện trong các cuộc thi ngoài đời. Còn bản thân các đạo diễn để lấy kinh nghiệm cho việc quay các cảnh phim này đã tham dự một cuộc thi sắc đẹp thực sự của trẻ em cùng với một cố vấn. Tuy nhiên thì sau khi phim hoàn thành, mẹ của một thí sinh trong phim đã nói rằng Little Miss Sunshine hơi cường điệu quá trình chuẩn bị của các thí sinh nhí: "Phần lớn các thí sinh không thực sự chuẩn bị quá kỹ lưỡng đến mức cạo lông chân, phun thuốc giả da nâu hay trang điểm đậm đà như vậy"
Ban đầu bối cảnh cuộc thi dự định được Focus Features chuyển đến Canada nhưng các nhà sản xuất đã phản đối vì cho rằng chi phí làm phim sẽ bị đội lên nhiều do phải chi trả tiền ăn ở cho thí sinh và gia đình các bé, cuối cùng thì các cảnh quay của cuộc thi được thực hiện ở một khách sạn gần Santa Monica. Để tạo hình mũm mĩm và bụng phệ cho nhân vật Olive, Breslin đã phải mặc quần áo độn trong suốt quá trình quay phim. Breslin cũng phải trải qua hai tuần học nhảy thực sự để chuẩn bị cho cảnh quay phần thi tài năng ở cuối phim.

## Nhạc phim
| “                          | Việc lựa chọn âm nhạc thích hợp cho phim cũng rất quan trọng với chúng tôi. Chúng tôi đã hy vọng rằng có thể tìm được chúng trước khi việc quay phim diễn ra vì sau nhiều năm làm việc chúng tôi nhận ra là chính âm nhạc đã giúp cho các lựa chọn của chúng tôi trong phim. | ” |
| —Jonathan Dayton, đạo diễn | |   |

Nhạc phim Little Miss Sunshine được giao cho nhà soạn nhạc Mychael Danna cùng ban nhạc DeVotchKa. Dayton và Faris, vốn từng thực hiện rất nhiều video clip ca nhạc, biết đến nhạc của DeVotchKa sau khi nghe bài hát You Love Me do ban này biểu diễn trên đài KCRW. Hai đạo diễn ấn tượng tới mức họ mua iPod cho các diễn viên của đoàn làm phim trong đó có chứa sẵn các đĩa nhạc của DeVotchKa. Cộng tác với DeVotchKa trong phần nhạc phim là nhà soạn nhạc Mychael Danna, người phụ trách sắp xếp và phối các bản nhạc có từ trước cùng các bản nhạc dành riêng cho phim. Cũng vì có nhiều bản nhạc xuất hiện từ trước nên phần âm nhạc của Little Miss Sunshine đã không đủ tiêu chuẩn đề cử cho giải Oscar. Bù lại DeVotchka được trao giải Bài hát trong phim xuất sắc nhất của Giải Satellite 2006 và được đề cử (cùng Danna) cho hạng mục nhạc phim của giải Grammy 2007.
Phần lớn các bản nhạc DeVotchKa biểu diễn cho phim được trích từ các đĩa nhạc trước đó của ban, ví dụ như How It Ends (trong phim trở thành The Winner Is), The Enemy Guns và You Love Me, cả ba đều trích từ đĩa How It Ends, ngoài ra còn có La Llorona trích từ Una Volta. Nhạc phim cũng bao gồm hai bài hát của Sufjan Stevens là No Man's Land và Chicago, Catwalkin' của Tony Tisdale và Super Freak của Rick James (bản nhạc dùng cho phần thi tài năng của Olive). Đĩa nhạc phim sau khi phát hành đã leo đến vị trí 42 trong bảng xếp hạng "Top Independent Albums" (đĩa nhạc độc lập) và 24 trong bảng xếp hạng "Top Soundtracks" (đĩa nhạc phim) trong năm 2006. Theo kịch bản của Arndt thì trong phim cũng xuất hiện bài Peach của Prince và Gimme All Your Lovin' của ZZ Top. Gordon Pogoda cũng viết hai bài hát cho phần thi hoa hậu nhí là If Cupid Had a Heart và You've Got Me Dancing (Pogoda viết cùng Barry Upton).
| Album nhạc phim Little Miss Sunshine | Album nhạc phim Little Miss Sunshine |
| --- | --- |
| 1. The Winner Is (DeVotchKa) - 3:04 2. Til the End of Time (DeVotchKa) - 3:56 3. You Love Me (DeVotchKa) - 4:02 4. First Push (DeVotchKa) - 1:05 5. No Man's Land (Sufjan Stevens) - 4:47 6. Let's Go (DeVotchKa) - 3:21 7. No One Gets Left Behind (DeVotchKa) - 1:14 8. Chicago (Sufjan Stevens) - 6:07 9. We're Gonna Make It (DeVotchKa) - 2:32 10. Do You Think There's A Heaven (DeVotchKa) - 1:23 11. Catwalkin (Tony Tisdale) - 3:52 12. Superfreak (Rick James) - 4:13 13. La Llorona (DeVotchKa) - 3:24 14. How It Ends (DeVotchKa) - 5:39 | Little Miss Sunshine: Original Motion Picture Soundtrack Album soundtrack của nhiều nghệ sĩ Phát hành 11 tháng 7 năm 2006 Thời lượng 46 : 31 Hãng đĩa Lakeshore S Đánh giá chuyên môn Entertainment Weekly A- [ 31 ] All Music Guide link SoundtrackNet link |
| Little Miss Sunshine: Original Motion Picture Soundtrack | |
| | |
| Album soundtrack của nhiều nghệ sĩ | |
| Phát hành | 11 tháng 7 năm 2006 |
| Thời lượng | 46:31 |
| Hãng đĩa | Lakeshore S |
| Đánh giá chuyên môn | |
| - Entertainment Weekly A- - All Music Guide link - SoundtrackNet link | |

## Phát hành
Little Miss Sunshine được công chiếu đầu tiên tại Liên hoan phim Sundance vào ngày 20 tháng 1 năm 2006. Ngay lập tức nó đã nhận được lời mua lại của một số hãng phim lớn và cuối cùng Fox Searchlight Pictures đã giành được bản quyền phát hành phim với giá 10,5 triệu USD cộng thêm 10% tổng doanh thu phát hành. Cuộc đàm phán chỉ diễn ra chưa đầy một ngày sau lễ công chiếu bộ phim và nó được coi là một trong các hợp đồng lớn nhất từng được ký tại Sundance. Ngày 25 tháng 7 năm 2006, bộ phim được Fox Searchlight Pictures chiếu ra mắt tại rạp Vineland Drive-In (Industry, California). Để quảng cáo cho phim, Fox Searchlight đã cho mời các tài xế có xe VW bus tới tham gia buổi chiếu và đã có hơn 60 chiếc VW tương tự chiếc xe trong phim tham gia buổi chiếu đầu tiên này. Trong tuần đầu phát hành phim chỉ được chiếu giới hạn ở 7 rạp và đem về doanh thu 498.796 USD. Bộ phim bắt đầu lọt vào top 10 phim ăn khách nhất ở Mỹ từ tuần công chiếu thứ 3 và đứng trong top này cho đến tuần thứ 11 với tổng số rạp chiếu 1.602 rạp. Tại các nước khác, Little Miss Sunshine thu về 5 triệu USD tại Úc, 3 triệu USD tại Đức, 4 triệu USD tại Tây Ban Nha và 6 triệu USD từ Anh, Ireland, Malta. Tính cho đến 8 tháng 7 năm 2008, Little Miss Sunshine đạt doanh thu tổng cộng 100.364.926 USD trong đó 59.891.098 USD tại thị trường Mỹ và 40.473.828 USD tại các nước khác.

## Đánh giá chuyên môn
—Nhà phê bình Joe Morgenstern nhận xét về bộ phim.
Bộ phim sau khi công chiếu đã nhận được đánh giá tích cực từ giới phê bình. Theo thống kê trên trang Rotten Tomatoes thì phim nhận được đánh giá tích cực 91% (trên tối đa 100%) từ 215 bài phê bình với nhận xét chung "đây là một phim cảm động, hài hước và châm biếm nhẹ nhàng". Tại trang Metacritic đánh giá của Little Miss Sunshine là 80/100 từ 36 bài phê bình. Nhà phê bình Michael Medved đã chấm Little Miss Sunshine bốn sao (thang tối đa) và nhận xét "…bộ phim hài hước sâu cay đầy lôi cuốn này là một trong những phim hay nhất năm…" và rằng cặp đạo diễn Jonathan Dayton - Valerie Faris, chính bộ phim, cùng các diễn viên Alan Arkin, Abigail Breslin và Steve Carell đều xứng đáng có được đề cử giải Oscar. Joel Siegel cũng chấm cho phim điểm 'A' (tối đa) và nhận xét "chỉ có Orson Welles sống lại mới không làm tôi cho bộ phim này vào danh sách 10 phim hay nhất năm". Claudia Puig trên tờ USA Today thì ca ngợi diễn xuất của Breslin khi cho rằng "Nếu Olive do một cô bé bất kỳ nào khác thủ vai, thì hẳn nhân vật đó không thể làm chúng ta xúc động mạnh được như vậy". Kịch bản của phim cũng được Carina Chocano của tờ Los Angeles Times đánh giá cao vì đã thoát khỏi hình mẫu của một bộ phim hài gia đình thông thường trên truyền hình nhờ những nhân vật có tính cách và các mối quan hệ được xây dựng rất kỹ lưỡng. Ruthe Stein của tờ San Francisco Chronicle thậm chí còn đánh giá đây là bộ phim hài gần như hoàn hảo và là "một minh chứng cho việc những điều kỳ diệu trong điện ảnh vẫn có thể xảy ra"
Trong các lời chê hiếm hoi dành cho phim có phê bình của Owen Gleiberman trên tờ Entertainment Weekly, ông chỉ chấm cho phim thang điểm C và cho rằng diễn xuất của dàn diễn viên không có gì đặc sắc. Jim Ridley của tờ The Village Voice thì đánh giá phim không đặc sắc và càng về cuối càng dở và rằng đây là một thất bại của liên hoan phim Sundance ("Sundance clunker").

## Giải thưởng

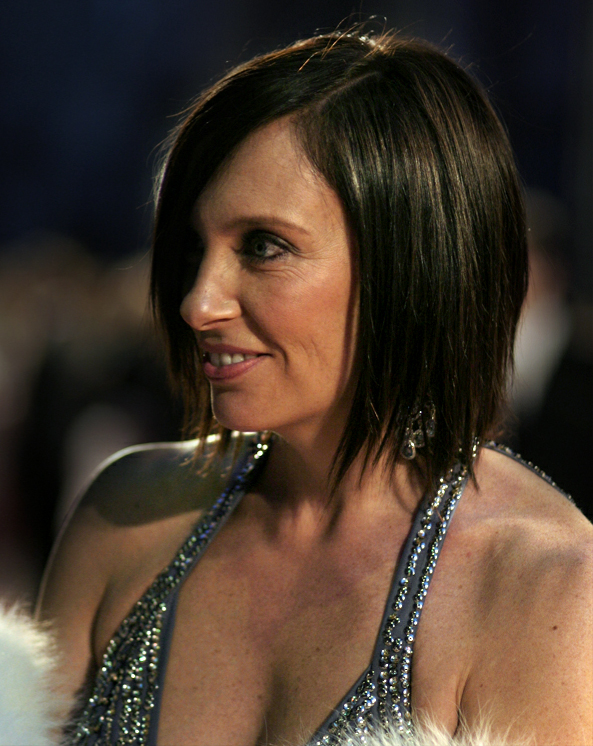
Toni Collette được đề cử giải Quả cầu vàng cho nữ diễn viên chính nhờ vai Sheryl Hoover trong phim.

Tại lễ trao giải Oscar 2007, Little Miss Sunshine đã giành hai giải Oscar cho kịch bản gốc (Michael Arndt) và vai nam phụ (Alan Arkin). Đây cũng là hai hạng mục mà phim chiến thắng tại lễ trao giải BAFTA. Phim còn giành giải Phim nước ngoài hay nhất tại lễ trao giải César của Pháp và nhiều giải thưởng tại các liên hoan phim và giải thưởng điện ảnh khác. Abigail Breslin khi nhận được đề cử Giải Oscar cho nữ diễn viên phụ xuất sắc nhất mới lên 10 tuổi, cô bé là diễn viên nhỏ tuổi thứ tư từng được đề cử giải Oscar (sau Tatum O'Neal, Mary Badham và Quinn Cummings), Alan Arkin, người thủ vai ông của cô bé trong phim, đã nói rằng không muốn cô bé thắng giải vì cô bé đã chịu quá nhiều sự quan tâm và cần phải có tuổi thơ của riêng mình.
Do có tới 5 người đứng tên nhà sản xuất cho Little Miss Sunshine (Marc Turtletaub, Peter Saraf, Albert Berger, Ron Yerxa và David Friendly) nên khi phim nhận được đề cử Giải Oscar Phim hay nhất đã nảy sinh mâu thuẫn là nếu như tác phẩm thắng ở hạng mục này thì chỉ có nhiều nhất 3 nhà sản xuất được trao giải, đây là quy định của Viện Hàn lâm Khoa học và Nghệ thuật Điện ảnh (AMPAS) đưa ra từ năm 1999. Hai người mà Viện Hàn lâm đề nghị loại khỏi danh sách là Berger và Yerxa, những người chịu trách nhiệm tìm kịch bản, người quay phim, phụ trách quay lại đoạn kết và đưa phim tới liên hoan Sundance. Đã có những ý kiến khác nhau về việc này, theo nhà sản xuất David Hoberman thì "Nếu như có năm người thực sự tham gia quá trình sản xuất thì chẳng có lý do gì để loại một ai đó ra khỏi đề cử cho giải thưởng mà họ xứng đáng được nhận", còn theo một thành viên nhánh nhà sản xuất của Viện Hàn lâm là Lynda Obst thì "Năm người là quá nhiều để làm nên một bộ phim. Và nếu trường hợp ngoại lệ đó có xảy ra, thì đó cũng là một trường hợp tồi. Bạn không thể phá vỡ luật chỉ vì một ngoại lệ.". Còn theo chính Albert Berger thì "Dù Viện Hàn lâm có quyết định thế nào thì chúng tôi cũng đã cùng nhau sản xuất ra bộ phim". Tại giải thưởng phim hay nhất của Hiệp hội nhà sản xuất điện ảnh Mỹ (Producers Guild of America - PGA) thì khi Little Miss Sunshine chiến thắng, cả năm nhà sản xuất đều được vinh danh. Chính AMPAS sau trường hợp này cũng đã công bố vào tháng 6 năm 2007 rằng họ sẽ chấp nhận những trường hợp ngoại lệ (có trên 3 nhà sản xuất được đề cử) trong tương lai.
| Danh sách giải thưởng và đề cử của Little Miss Sunshine                          | Danh sách giải thưởng và đề cử của Little Miss Sunshine |
| Hạng mục                                                                         | Kết quả                                                 |
| Giải Oscar                                                                       | Giải Oscar                                              |
| -------------------------------------------------------------------------------- | ------------------------------------------------------- |
| Phim hay nhất                                                                    | Đề cử                                                   |
| Kịch bản gốc xuất sắc nhất (Michael Arndt)                                       | Giành giải                                              |
| Vai nam phụ xuất sắc nhất (Alan Arkin)                                           | Giành giải                                              |
| Vai nữ phụ xuất sắc nhất (Abigail Breslin)                                       | Đề cử                                                   |
| Giải BAFTA                                                                       |                                                         |
| Phim hay nhất                                                                    | Đề cử                                                   |
| Đạo diễn xuất sắc nhất (Jonathan Dayton và Valerie Faris                         | Đề cử                                                   |
| Kịch bản gốc xuất sắc nhất (Michael Arndt)                                       | Giành giải                                              |
| Vai nam phụ xuất sắc nhất (Alan Arkin)                                           | Giành giải                                              |
| Vai nữ phụ xuất sắc nhất (Abigail Breslin và Toni Collette)                      | Đề cử                                                   |
| Giải César                                                                       |                                                         |
| Phim nước ngoài hay nhất                                                         |                                                         |
| Giải Quả cầu vàng                                                                |                                                         |
| Phim hay nhất - Thể loại phim ca nhạc hoặc hài kịch                              | Đề cử                                                   |
| Vai nữ chính xuất sắc nhất - Thể loại phim ca nhạc hoặc hài kịch (Toni Collette) | Đề cử                                                   |
| Giải Tinh thần độc lập                                                           |                                                         |
| Phim hay nhất                                                                    | Giành giải                                              |
| Đạo diễn xuất sắc nhất (Jonathan Dayton và Valerie Faris                         | Giành giải                                              |
| Kịch bản gốc xuất sắc nhất (Michael Arndt)                                       | Giành giải                                              |
| Vai nam phụ xuất sắc nhất (Alan Arkin)                                           | Giành giải                                              |
| Vai nam phụ xuất sắc nhất (Paul Dano)                                            | Đề cử                                                   |
| Liên hoan phim Mỹ tại Deauville                                                  |                                                         |
| Giải thưởng đặc biệt                                                             |                                                         |
| Giải của Viện phim Mỹ                                                            |                                                         |
| Phim của năm - Lựa chọn chính thức                                               |                                                         |
| Liên hoan phim San Sebastián                                                     |                                                         |
| Giải khán giả                                                                    |                                                         |
| Liên hoan phim quốc tế Tokyo                                                     |                                                         |
| Đạo diễn xuất sắc nhất (Jonathan Dayton và Valerie Faris                         | Giành giải                                              |
| Vai nữ chính xuất sắc nhất (Abigail Breslin)                                     | Giành giải                                              |
| Giải khán giả                                                                    |                                                         |
| Liên hoan phim Sydney                                                            |                                                         |
| Phim nước ngoài hay nhất                                                         |                                                         |
| MTV Movie Awards                                                                 |                                                         |
| Phim hay nhất                                                                    | Đề cử                                                   |
| Vai diễn đột phá (Abigail Breslin)                                               | Đề cử                                                   |

## DVD
DVD phim Little Miss Sunshine được phát hành ngày 19 tháng 12 năm 2006. Bộ đĩa kép gồm hai bản phim chuẩn màn ảnh rộng (widescreen) và chuẩn toàn màn hình (full screen), hai phần bình luận phim, bốn phần kết khác nhau và một video clip ca nhạc của DeVotchKa. Trong tuần đầu tiên phát hành doanh thu DVD phim đã đạt 19.614.299 USD, đứng thứ 6 ở Mỹ trong tuần đó. Doanh thu 16 tuần đầu tiên của DVD đạt gần 50 triệu USD.